# Theo Alcántara
Theo Alcántara (Conca, 16 d'abril de 1941) és un director d'orquestra espanyol.
Els seus primers estudis van ser fets en el Real Conservatori Superior de Música de Madrid, i més tard ampliats al Mozarteum de Salzburg, on va rebre classes de Herbert von Karajan. Allà, va destacar de seguida entre els alumnes de direcció d'orquestra, fins a l'extrem de ser director adjunt de les dues principals orquestres de la ciutat: la Camerata Academica i l'Orquestra del Mozarteum, i va ser guardonat amb la Medalla Lilli Lehmann. Després de realitzar gires com a concertista de piano tant per Espanya com per França i el nord d'Àfrica, el 1964, va ser contractat per l'Òpera de Frankfurt com a director, lloc en el qual romandrà només dos anys, atès que el 1966, després de guanyar el primer premi en el Concurs Mitropoulos de Nova York, se li ofereix la direcció de l'orquestra de la Universitat Ann Arbor de Michigan, on va estar fins a 1973, any que es trasllada a l'Orquestra Simfònica de Grand Rapids (1973-1978), salta a la Simfònica de Phoenix i, el 1981, a la Music Academy of the West de Santa Barbara (Califòrnia).
Assentat en els Estats Units, és director convidat de les principals orquestres simfòniques i operístiques, com la del Metropolitan de Nova York. També, en qualitat de convidat, va dirigir al Gran Teatre del Liceu.